# Honbashos 2007
autres honbashos

Honbashos 2006 Honbashos 2008
Les honbashos de 2007 rassemblent les 6 tournois principaux de sumo ayant eu lieu en 2007. Hakuo Sho devient yokozuna pour le tournoi de juillet après avoir réalisé son premier tournoi sans défaite (15 victoires pour 0 défaite).

## Hatsu basho (tournoi de janvier)
Le Hatsu Basho 2007 est le tournoi de sumo qui a eu lieu du 7 au 21 janvier 2007, au Ryōgoku Kokugikan, à Tokyo, au Japon. Le yūshō de makuuchi a été remporté par le yokozuna Asashōryū sur le score de 14 victoires contre une défaite, concédée le troisième jour du tournoi face au maegashira 1 Dejima; c'est son quatrième gain de tournoi consécutif, son vingtième en tout. En division jūryō, le yūshō a été remporté par Toyohibiki sur le faible score de dix victoires et cinq défaites et après un tie-break contre deux autres lutteurs.

### Yūshō
- Makuuchi Yūshō : yokozuna Asashōryū Akinori (14-1)
- Jūryō Yūshō : Toyohibiki Ryuta (10-5)
- Makushita Yūshō : Sakaizawa Kenichi (7-0)
- Sandanme Yūshō : Kagaya Yuichi (7-0)
- Jonidan Yūshō : Oseumi Yoshitsugu (7-0)
- Jonokuchi Yūshō : Hisanoumi Taiyo (6-1)

### Sanshō
- Shukun-shō : non attribué
- Kantō-shō : Toyonoshima Daiki (1er)
- Ginō-shō : Toyonoshima Daiki (1er)

## Haru basho (tournoi de mars)
Le Haru Basho 2007 est le tournoi de sumo qui a eu lieu du 11 au 25 mars 2007, au gymnase préfectoral d'Osaka, au Japon. Le yūshō de makuuchi a été remporté par l'ōzeki Hakuhō sur le score de treize victoires contre deux défaites, après un playoff (kettei-sen) remporté face au yokozuna Asashōryū. C'est son second tournoi après celui remporté en mai 2006. Lors de la première journée du tournoi, le shin-komusubi Tokitenku créa la surprise en battant le yokozuna, lequel yokozuna perdit une seconde fois consécutive (fait rare) le lendemain face au maegashira 3 (ex-sekiwake) Miyabiyama.

### Yūshō
- Makuuchi Yūshō : ōzeki Hakuhō Shō (13-2)
- Jūryō Yūshō : Satoyama Koseku (12-3)
- Makushita Yūshō : Hoshihikari Shin'ichi (7-0)
- Sandanme Yūshō : Kiozan Tomoyuki (7-0)
- Jonidan Yūshō : Tochihiryu Yukiya (7-0)
- Jonokuchi Yūshō : Aran (7-0)

### Sanshō
- Shukun-shō : non attribué
- Kantō-shō : Tochiozan Yuichiro (1er)
- Ginō-shō : Homasho Yosuke (2d)

## Natsu basho (tournoi de mai)
Le Natsu Basho 2007 est le tournoi de sumo qui a eu lieu du 13 au 27 mai 2007, au Ryōgoku Kokugikan, à Tokyo, au Japon. Le Yūshō de Makuuchi a été remporté par l'ōzeki Hakuhō sur le score parfait de quinze victoires pour aucune défaite (zenshō yushō). C'est son deuxième gain de tourmoi consécutif au grade d'ōzeki, il deviendra donc yokozuna, le plus haut grade possible dans la hiérarchie du sumo, dès le tournoi suivant,.

### Yūshō
- Makuuchi Yūshō : ōzeki Hakuhō Shō (15-0)
- Jūryō Yūshō : Baruto Kaito (14-1)
- Makushita Yūshō : Wakakirin (7-0)
- Sandanme Yūshō : Sokokurai (7-0)
- Jonidan Yūshō : Yamamtoyama (7-0)
- Jonokuchi Yūshō : Terashita (7-0)

### Sanshō
- Shukun-shō : Aminishiki Ryūji (1er)
- Kantō-shō : Dejima Takeharu (4e)
- Ginō-shō : Asasekiryū Tarō (2e)

## Nagoya basho (tournoi de juillet)
Le Nagoya Basho 2007 est le tournoi de sumo qui a eu lieu du 8 au 22 juillet 2007 au gymnase préfectoral d'Aichi, à Nagoya. Le yūshō de makuuchi a été remporté par Yokozuna Asashōryū sur le score de quatorze victoires contre une défaite, concédée le premier jour du tournoi face à Komusubi Aminishiki ; c'est son premier yūshō depuis janvier 2007, son vingt-et-unième en tout. En division jūryō, le yūshō a été remporté par Iwakiyama sur le faible score de douze victoires et trois défaites et après un tomoe-sen (finale) contre deux autres lutteurs (Kyokutenhō et Gōeidō).
Ce basho a été le théâtre d'évènements assez rares :
- le premier basho de Hakuhō en qualité de Yokozuna, le grade suprême du sumo. Ce dernier a fini le tournoi sur une fiche positive (mais médiocre pour un Yokozuna) de onze victoires pour quatre défaites ;
- l'accession au grade d'ōzeki de Sekiwake Kotomitsuki a été décidée à la suite de ses performances exceptionnelles. En effet, avec treize victoires (dont une sur le shin-Yokozuna Hakuhō) et seulement deux défaites (dont une contre le Yokozuna Asashōryū), il a réalisé un score suffisant pour être promu ōzeki (le deuxième rang du sumo).

### Yūshō
- Makuuchi Yūshō : Yokozuna Asashôryû Akinori (14-1) (21e)
- Jūryō Yūshō : Iwakiyama Ryuta (12-3) (2d)
- Makushita Yūshō : Isobe Hiyoyuki (7-0)
- Sandanme Yūshō : Minami Takayuki (7-0)
- Jonidan Yūshō : Tosayutaka Yuya (7-0)
- Jonokuchi Yūshō : Tokitsukasa Kenji (7-0)

### Sanshō
- Shukun-shō (prix de la performance) : Aminishiki Ryūji (2d)
- Kantō-shō (prix de la combatvité) : Toyohibiki Ryuta (1er) et Kotomitsuki Keiji (4e)
- Ginō-shō (prix de la technique) : Kotomitsuki Keiji (7e)

## Aki basho (tournoi de septembre)
L'Aki Basho 2007 est un tournoi de sumo qui a eu lieu du 9 au 23 septembre 2007, au Ryōgoku Kokugikan, à Tokyo, au Japon. Le Yūshō de Makuuchi a été remporté par le yokozuna Hakuhō sur le score de treize victoires pour deux défaites. C'est son premier yūshō depuis sa promotion au grade suprême et le 4e de sa carrière.
Début août, un scandale éclate concernant le yokozuna Asashoryu qui a été vu jouant au football dans son pays natal alors qu'il manquait une tournée caritative pour cause de blessure. Il a été alors suspendu 2 honbashos.

### Yūshō
- Makuuchi Yūshō : Yokozuna Hakuhō Shō (13-2)(4e)
- Jūryō Yūshō : Baruto Kaito (13-2)(3e)
- Makushita Yūshō : Tamawashi (7-0)
- Sandanme Yūshō : Tosayutaka (7-0)
- Jonidan Yūshō : Hoshizakura (7-0)
- Jonokuchi Yūshō : Kinryuzan (7-0)

### Sanshō
- Shukun-shō : Ama Kohei (1er), Toyonoshima Daiki (1er)
- Kantō-shō : Kyokutenho Masaru (5e), Goeido Gotaro (1er)
- Ginō-shō : Non décerné

## Kyūshū Basho (tournoi de novembre)
Le Kyūshū Basho 2007 est le tournoi de sumo qui a eu lieu du 11 au 25 novembre 2007 à Fukuoka, sur l'île de Kyūshū. Le yūshō de makuuchi a été remporté par Yokozuna Hakuhō sur le score de 12 victoires contre trois défaites, toutes concédées le dimanche : le premier jour du tournoi face à Komusubi Kotoshōgiku, puis le huitième jour face à l'autre komusubi : Ama, et enfin le dernier jour face à ōzeki Kotomitsuki. C'est son deuxième yūshō consécutif, son cinquième en tout. En division jūryō, le yūshō a été remporté par Sakaizawa sur le score de 13 victoires et 2 défaites et après un kettei-sen (play-off) contre un autre lutteur : Ichihara.

### Yūshō
- Makuuchi Yūshō : Yokozuna Hakuhō Shō (12-3) (5e)
- Jūryō Yūshō : Sakaizawa Kenichi (13-2) (1er)
- Makushita Yūshō : Tosayutaka Yuya (7-0)
- Sandanme Yūshō : Sadanoumi Kaname (7-0)
- Jonidan Yūshō : Kyokushuho Yuji (7-0)
- Jonokuchi Yūshō : Fujiarashi Yusuke (7-0)

### Sanshō
- Shukun-shō (prix de la performance) : Ama Kōhei (2d)
- Kantō-shō (prix de la combativité) : Baruto Kaito (2d)
- Ginō-shō (prix de la technique) : Kotoshōgiku Kazuiro (2d)